# Италиански експедиционен корпус
Италиански експедиционен корпус или Корпус на доброволческите войски (на италиански: Corpo Truppe Volontarie) са експедиционни войски от доброволци, изпратени в Испания за да подкрепят националистическата фракция след испанския опит за преврат от юли 1936 г., който бележи началото на Гражданската война в Испания.

## История
През юли 1936 г., в началото на Испанската гражданска война, повечето от елитните националистически сили са изолирани в Испанско Мароко или на Канарските острови. Междувременно в Испания по-малки формирования от националисти и сили на Гражданската гвардия са вкарани в битка с проправителствените милиции, щурмова гвардия и онези армейски части, които остават лоялни на лявото правителство на Народния фронт. Затрудняващ ситуацията за националистите е фактът, че испанските републикански военновъздушни сили и флот остават верни на правителството.
Ако националистическите сили, воюващи в Испания, не получат подкрепления, бунтът може скоро да се провали. Генерал Франсиско Франко и другите националистически лидери изпращат емисари до Берлин и Рим, за да поискат помощ. Германският диктатор Адолф Хитлер и италианският Бенито Мусолини незабавно отговарят положително. Те изпращат транспортни самолети и екипажи в Мароко, за да прехвърлят националистическите сили оттам в Испания. Колониалните войски от Мароко позволяват на националистическите сили да поемат инициативата в континентална Испания.
Италианците също използват държаните от националистите и португалските пристанища като плацдарм за изпращане на доставки до националистическите сили и за кацане на испански войски в подкрепа на бунта. Италианските подводници започват да потапят испански, съветски и кораби на други нации, които транспортират материали през Средиземно море до републиканските пристанища. Действията на Обществото на народите обаче водят до Споразумението от Нион от септември 1937 г., което класифицира тези операции като актове на пиратство и е наложено от френския флот и британския кралски флот.

## Командири и основни операции
- Генерал Марио Роата (1936 – 1937)

Битка при Малага (1937) – победа за националистите
Битка за Гуадалахара – победа за републиканците
- Генерал Еторе Бастико (1937)

Битка при Сантандер – победа за националистите
- Генерал Марио Берти (1937 – 1938)

Арагонска офанзива – победа за националистите
- Генерал Гастоне Гамбара (1938 – 1939)

Каталонска офанзива – победа за националистите